# Швидка розробка програмного забезпечення
Швидка́ розро́бка застосу́нків, RAD (від англ. rapid application development) — концепція створення засобів розробки застосунків, програмних продуктів, що приділяє особливу увагу швидкості й зручності програмування, створенню технологічного процесу, що дозволяє програмістові максимально швидко створювати комп'ютерні програми. З кінця XX століття RAD одержала широке розповсюдження та схвалення. Концепцію RAD також часто зв'язують із концепцією візуального програмування.

## Основні принципи RAD
- Інструментарій має бути націлений на мінімізацію часу розробки.
- Створення прототипу для уточнення вимог замовника.
- Циклічність розробки: кожна нова версія продукту ґрунтується на оцінці результату роботи попередньої версії замовником.
- Мінімізація часу розробки версії, за рахунок перенесення вже готових модулів і додавання функціональності в нову версію.
- Команда розробників повинна тісно співпрацювати, кожен учасник повинен бути готовий виконувати декілька обов'язків.
- Управління проєктом повинне мінімізувати тривалість циклу розробки.

## Фази розробки
1. Планування (Requirements Planning phase) — сукупність вимог, отриманих при системному плануванні та аналізі процедури розробки життєвого циклу (SDLC). На цьому етапі користувачі, менеджери та IT-фахівці обговорюють завдання проєкту, його обсяг, системні вимоги, а також складнощі, які можуть виникнути при розробці. Фаза завершується узгодженням ключових моментів з RAD-групою та отриманням від керівників проєкту дозволу на продовження.
2. Користувальницьке проєктування (User design phase) — протягом цього етапу користувачі, взаємодіючи з системними аналітиками, розробляють моделі та прототипи, які містять у собі всі необхідні системні функції. Для перекладу користувацьких прототипів в робочі моделі RAD-група зазвичай використовує техніку об'єднаної розробки додатків (JAD) і CASE-інструменти. Користувальницьке проєктування виявляється тривалим інтерактивним процесом, який дозволяє користувачам зрозуміти, змінити й зрештою вибрати робочу модель, що відповідає їхнім вимогам.
3. Конструювання (Construction phase) — етап, в якому основна задача полягає в розробці програм і додатків. Аналогічна стадії "реалізація" в SDLC. У RAD, однак, користувачі продовжують брати участь і як і раніше можуть пропонувати зміни або поліпшення у вигляді розроблених ними доповідей. В їхні завдання входить програмування і розробка додатків, написання коду, інтеграція модулів і системне тестування.
4. Перемикання (Cutover phase) — містить у собі операції по конверсії даних, тестування, перехід на нову систему і тренування користувачів. За своїм завданням нагадує фінальну стадію SDLC. Порівнюючи з традиційними методами розробки ПЗ, весь процес виявляється стислим за часом. Як результат, нова система виявляється швидше побудованою, доставленою до замовника і встановленою на робочих місцях.

## Історія
Концепція RAD стала відповіддю на незграбні методи розробки програм 1970-х і початку 1980-х років, такі як «модель водоспаду» (англ. Waterfall model). Ці методи передбачали настільки повільний процес створення програми, що часто навіть вимоги до програми встигали змінитися до закінчення розробки. Засновником RAD вважається співробітник IBM Джеймс Мартін, який в 1980-х роках сформулював основні принципи RAD, ґрунтуючись на ідеях Баррі Бойма і Скотта Шульца. А в 1991 році Мартін опублікував відому книгу, в якій детально виклав концепцію RAD і можливості її застосування. В наш час[коли?] RAD стає загальноприйнятою схемою для створення засобів розробки програмних продуктів. Саме засоби розробки, засновані на RAD, мають найбільшу популярність серед програмістів.

## Середовища розробки, що використовують принципи RAD
- Borland Delphi
- Borland C++ Builder
- IBM Lotus Domino Designer
- Microsoft Visual Studio
- Adobe Flash
- Macromedia Authorware
- Macromedia Director
- Omnis Studio
- Visual DataFlex
- IntraWeb
- Miracle
- MonoDevelop
- NetBeans
- WxDev-C++
- Lazarus
- QDevelop (у поєднанні з Qt-Designer)
- Code::Blocks
- wxFormBuilder